# ポーラ五反田ビル
ポーラ五反田ビル（ポーラごたんだビル）は、東京都品川区西五反田二丁目に所在するオフィスビルである。化粧品メーカーのポーラが本社を置く。

## 建築
設計担当は日建設計の林昌二。有限会社鈴木忍総本社（現 株式会社ピーオーリアルエステート。ポーラ・オルビスホールディングスの100%子会社で、ポーラが所有する物件などのオフィス賃貸業務を営む）を建設主とし、1971年に竣工した。両サイドにエレベーターや階段を収納したコアシャフトを配し、両コア間38mに鉄骨製の梁を渡している。これにより、オフィス部分に無柱空間を確保した。山手線の線路に面した正面側最上階はカンチレバーで前方にせり出している。1階は正面・背面ともガラス張りのロビーで、正面側から建物裏手の植栽を見通すことができる。本ビルは1973年に日本建設業連合会主催の第14回BCS賞、2013年にDOCOMOMO Japanより日本におけるモダン・ムーブメントの建築に選定された。林昌二と矢野克巳は、本ビルの設計により1971年に第23回日本建築学会賞作品賞を受賞している。